# Portion congrue
La portion congrue est la partie du revenu des dîmes reversée aux curés et vicaires des paroisses d'Ancien Régime par les bénéficiaires de ces revenus : évêques, abbés, chapitres, seigneurs, etc. Elle n’était pas perçue directement par le curé desservant, mais par des « curés primitifs » plus haut placés dans la hiérarchie catholique. Cette part est maigre, alors que cette expression signifiait initialement « part convenable » (elle était censée lui permettre de vivre convenablement, mais se trouvait souvent réduite par l'inflation à un montant insuffisant). En 1629, elle est fixée à 300 livres pour les curés et 150 livres pour les vicaires ; elle fut portée à 500 et 250 livres en 1768, à 700 et 350 livres en 1786 ; mais le coût de la vie a augmenté de presque autant. Les prêtres perçoivent en plus le casuel, dont le montant est très variable selon les paroisses.
Dans le langage courant, portion congrue en est donc venu à signifier très petite part, avec souvent l'idée que quelqu'un d'autre a pris la plus grande partie. « [Les plats] étaient maigrement servis, ils sentaient la portion congrue » (Balzac, Un début dans la vie). « Me réserveraient-ils la portion congrue ? / Ouais ! moi, vieil épervier, faire le pied de grue ? / Non ! je veux mériter aussi les dons du roi » (Hugo, Cromwell).

## Historique
Le montant de cette portion congrue a évolué. Un édit royal d'avril 1571, la fixe à 120 livres ; une déclaration royale de décembre 1634 alloue 200 livres aux curés sans vicaire et 300 livres aux autres. 
Le 29 janvier 1686, Louis XIV fait une déclaration, sur la remontrance de Louis Boucherat, chancelier et garde des sceaux de France, indiquant que les curés ou vicaires perpétuels auraient chacun trois cents livres de portion congrue et leurs vicaires amovibles cent cinquante livres, qui leur seraient payées par les gros décimateurs à qui ils abandonneraient leurs parts des dixmes par une signification en forme d'option de la portion congrue et de l'abandon de leur part des dixmes aux gros décimateurs. Les cent cinquante livres accordées aux vicaires amovibles supposent que leurs messes, casuels, assistances et autres rétributions ne peuvent suffire pour leur subsistance honnête. Cette déclaration a été préjudiciable aux chapitres séculiers et réguliers et autres bénéficiaires gros décimateurs. La déclaration est ensuite modifiée en 1690 ordonnant que les curés  ou vicaires perpétuels payent les décimes quand elles n'excédent pas la somme de cinquante livres, exhortant aussi les évêques à les taxer modérément,.
En mai 1768, à condition de renoncer à d'autres taxes, les curés reçoivent 500 livres et les vicaires 200. Les parlements refusent d'enregistrer l'édit en arguant de la faiblesse de la portion congrue au regard des dépenses normales d'un curé (alimentation, habillement, domestique, cheval). En septembre 1786, le roi octroie 700 livres aux curés et 350 aux vicaires. L'édit ne fut pas appliqué en Bretagne où il ne fut enregistré qu'en mars 1789 par le parlement. À cette occasion, trouvant la charge trop lourde, de nombreux « gros décimateurs » abandonnèrent leurs dîmes aux desservants.
L'augmentation au XVIIIe siècle ne compense qu'imparfaitement l'augmentation des prix. Les cahiers de doléances du tiers état de 1789 demandent que la portion congrue soit portée à 1 200 livres. L'animosité entre le curé primitif (haut-clergé) et les prêtres desservants (bas-clergé) favorisa la scission de l'ordre du clergé dans les premiers mois de la Révolution de 1789 et le ralliement du bas-clergé au tiers état, participant ainsi à l'effondrement de l'Ancien Régime et de la Monarchie absolue ainsi qu'à la suppression des privilèges accordés au haut-clergé et à la noblesse.
Souvent le curé ne touchait donc qu'une petite partie de la dîme, la "portion congrue", le reste revenant au gros décimateur (abbaye, évêché, chapitre, etc.), mais il percevait en plus le casuel (honoraires perçus pour la célébration des baptêmes, mariages et enterrements) et une partie, généralement le tiers, des offrandes et donations faites à l'église (le reste allant au conseil de fabrique).